# BredaMenarinibus Citymood
Le Menarinibus Citymood est un autobus urbain et suburbain fabriqué par le constructeur italien BredaMenarinibus à partir de 2013. Il a été présenté officiellement le 23 novembre 2013.
Le Citymood est disponible en trois longueurs : 10,5 mètres (N) avec 86 passagers, 12,0 mètres (L) 107 passagers et 18 mètres (S) articulé avec 151 passagers.
Il est produit en Italie à Bologne et marque le retour du constructeur bolonais aux motorisations Fiat Powertrain Technologies-Iveco en remplacement des anciennes motorisations obsolètes Deutz et MAN ne répondant pas à la norme Euro6 sans adjuvants.
Après la reprise de la marque par IIA - Industria Italiana Autobus S.p.A. et à partir de 2016, ce modèle est commercialisé sous la marque Menarinibus.

## Histoire
Le Citymood, autobus urbain et suburbain, a été conçu pour remplacer la gamme des autobus Avancity et Avancity+ qui était commercialisé depuis 2005 dans les longueurs traditionnelles : 10,5 - 12 et articulé de 18 mètres. 
Comme ses prédécesseurs, le Citymood dispose de plusieurs motorisations : diesel, GNV, hybride et électrique.
Le Citymood inaugure une nouvelle conception générale. Le châssis est entièrement nouveau et, grâce à la configuration des moteurs Fiat-Iveco qui peuvent être placés longitudinalement en porte-à-faux arrière, le nombre de sièges a été augmenté. Toute la gamme est maintenant entièrement modulaire. Tous les éléments de structure et de carrosserie sont interchangeables. Le poids des véhicules a ainsi pu être réduit de 800 kg en moyenne sur chaque modèle par rapport à la gamme précédente. Les moteurs offrant une meilleure efficacité sont moins lourds et certains éléments de structure sont en ABS en lieu et place de feuilles d'acier ou résine armée.
La ligne de carrosserie n'est pas foncièrement différente par rapport à l'Avancity+ sauf au niveau du pare-brise qui est très recourbé latéralement. Les montants verticaux ont été reculés pour améliorer la visibilité. L'aménagement intérieur est très ergonomique et l'accès est facilité avec ses grandes portes et une hauteur d'à peine 300 mm du sol.
La motorisation a recours aux moteurs Fiat-Iveco Cursor Euro6. Le Cursor 9 de 8.710 cm3 développant 310 - 330 et 360 ch DIN équipe les versions 10,5 - 12 et 18 mètres diesel, le Cursor 8 de 7.800 cm3 de 290 et 330 ch équipe les versions GNV. Tous les moteurs disposent de traitement anti pollution de haute performance avec le système Iveco HI-eSCR disposant du CUC (Clean Up Catalyst), DOC (Diesel Oxidation Catalyst), DPF (Diesel Particulate Filter) et SCR (Selective Cathalytic Reduction).

### Les différentes versions
Le constructeur espère remporter le même succès sur les marchés mondiaux que le précédent Avancity+, il offre donc une gamme très complète afin de satisfaire toutes les demandes :
| Version Urbaine            | Version Suburbaine        |
| -------------------------- | ------------------------- |
| Citymood NU                | Citymood N                |
| Citymood NU GNV            | Citymood N GNV            |
| Citymood LU (2 portes)     | Citymood L (2 portes)     |
| Citymood LU (3 portes)     | Citymood L (3 portes)     |
| Citymood LU (4 portes)     | Citymood L (4 portes)     |
| Citymood LU GNV (2 portes) | Citymood L GNV (2 portes) |
| Citymood LU GNV (3 portes) | Citymood L GNV (3 portes) |
| Citymood SU (3 portes)     | Citymood S (3 portes)     |
| Citymood SU (4 portes)     | Citymood S (4 portes)     |
| Citymood SU GNV (3 portes) |                           |
| Citymood SU GNV (4 portes) |                           |

La version 12 mètres offre 21 places assises, 78 places debout et 1 place pour fauteuil PMR, la version articulée de 18 mètres offre 33 places assises, 120 places debout et 1 place pour fauteuil PMR.
Ce modèle a déjà connu un succès certain en Italie puisque que le constructeur italien a enregistré une commande de 250 exemplaires par l'ATM Milan en novembre 2013.

## Menarinibus Citymood 12 E
Le Citymood 12 E est un autobus urbain électrique, conçu pour assurer le transport de personnes sur des parcours sans fortes pentes (18 % maximum). Il a été présenté le 26 octobre 2016 lors du Salon IBE - International bus expo de Rimini.
Comme pour les autres modèles de la gamme, le Citymood 12 E est un véhicule de conception moderne à la construction modulaire. Tous les éléments de structure et de carrosserie sont interchangeables. Le poids des véhicules a ainsi pu être réduit de 800 kg en moyenne sur chaque modèle par rapport à la concurrence. Le moteur Siemens-Rampini équipant le véhicule offre une excellente efficacité. Le stockage de l'énergie s'opère à travers 188 batteries lithium-ferrite 3.2 V/400 Ah pour une puissance globale de 240 kWh. Le système de recharge Rampini de 40 kW est extérieur et permet une recharge complète en 4/5 heures. 
L'aménagement intérieur est très ergonomique avec son plancher entièrement plat et surbaissé ; l'accès est facilité avec trois doubles portes et une hauteur d'à peine 300 mm du sol.